# レオニダス・ダ・シルバ
レオニダス・ダ・シルバ（Leônidas da Silva、1913年9月6日 - 2004年1月24日）は、ブラジル・リオデジャネイロ出身の元サッカー選手。ポジションはフォワード。
「黒いダイヤモンド」「ゴム人間」と称された。バイシクル・キックのパイオニアとして知られる。

## 経歴
1929年、サンクリストヴァンFRでプロとしてのキャリアをスタート。リオデジャネイロ州のCRヴァスコ・ダ・ガマ、ボタフォゴFRを経て、1936年に同州のCRフラメンゴに加入。フラメンゴでは彼がクラブ史上最初の黒人選手だった。1942年にサンパウロ州のサンパウロFCに移籍し、1951年に引退した。
ブラジル代表では、1938年に行われた第3回ワールドカップ・フランス大会で7得点を挙げ得点王となった。

## タイトル
ヴァスコ・ダ・ガマ
- カンピオナート・カリオカ：1934

ボタフォゴ
- カンピオナート・カリオカ：1935

フラメンゴ
- カンピオナート・カリオカ：1939

サンパウロ
- カンピオナート・パウリスタ：1943、1945、1946、1948、1949